# Зелёная Поляна (Гомельская область)

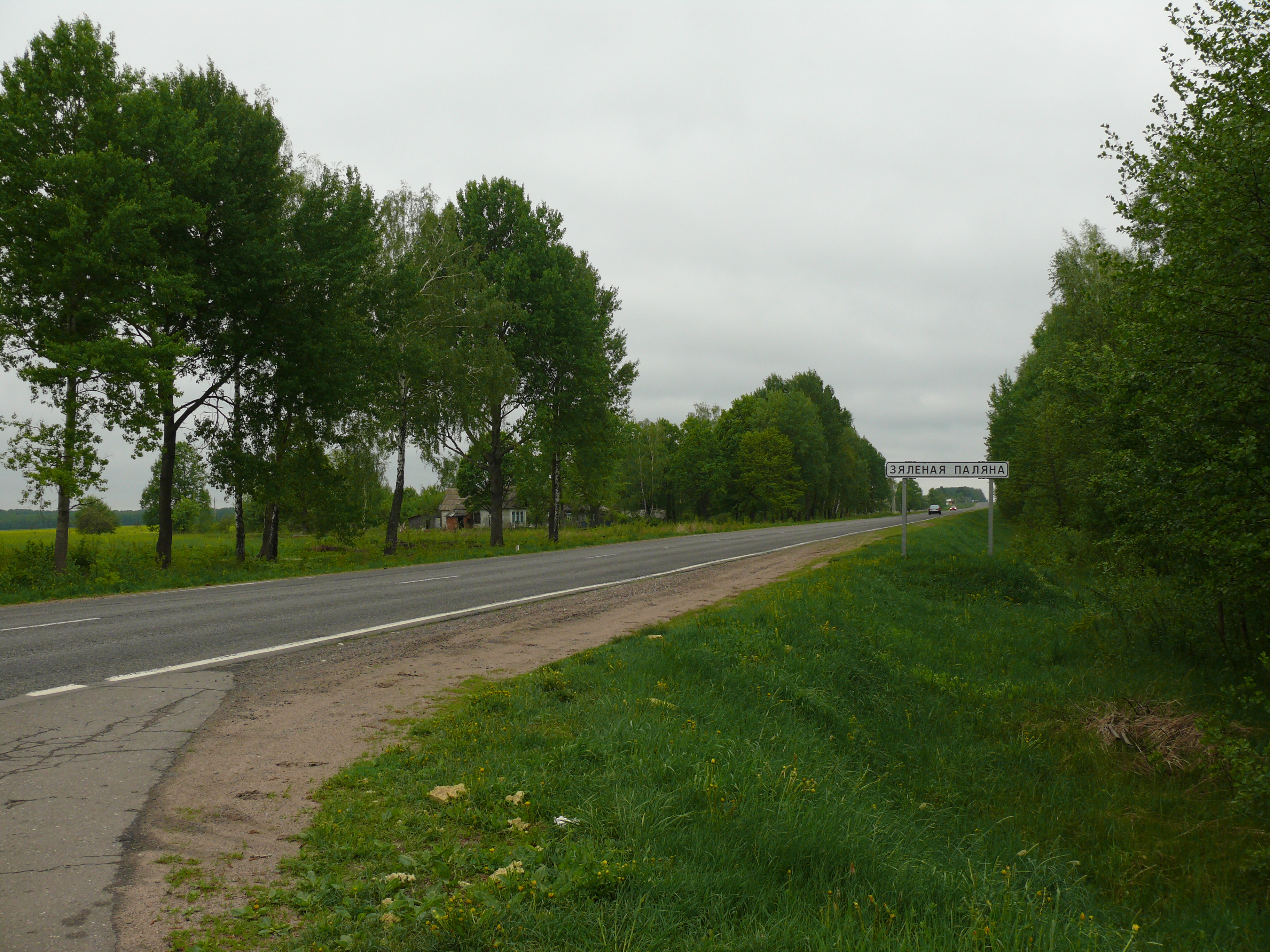
Въезд в деревню с южной стороны

Зелёная Поляна (бел. Зялёная Паляна) — деревня в Чечерском районе Гомельской области Беларуси. Входит в состав Меркуловичского сельсовета.
На востоке граничит с лесом.

## География

### Расположение
В 29 км на северо-запад от Чечерска, 49 км от железнодорожной станции Буда-Кошелёвская (на линии Гомель — Жлобин), 76 км от Гомеля.

### Гидрография
На западе мелиоративные каналы, соединённые с рекой Глинка (приток реки Дулепа).

## Транспортная сеть
На шоссе Довск — Гомель. Планировка состоит из прямолинейной улицы, ориентированной с юго-востока на северо-запад и застроенной односторонне, вдоль шоссе, преимущественно деревянными усадьбами.

## История
Основана в начале XX века переселенцами из соседних деревень. В 1930 году организован колхоз. Во время Великой Отечественной войны в июне 1943 года оккупанты сожгли деревню. Согласно переписи 1959 года в составе экспериментальной базы «Меркуловичи» (центр — деревня Меркуловичи.

## Население

### Численность
- 2004 год — 25 хозяйств, 44 жителя.

### Динамика
- 1940 год — 33 двора, 159 жителей.
- 1959 год — 163 жителя (согласно переписи).
- 2004 год — 25 хозяйств, 44 жителя.